# ويليام ر. شميت
ويليام ر. شميت (بالإنجليزية: William R. Schmidt)‏ هو عسكري أمريكي، ولد في 14 أكتوبر 1889 في فيرديغر في الولايات المتحدة، وتوفي في 18 يوليو 1966 في واشنطن العاصمة في الولايات المتحدة.